# Combinazione lineare
In matematica, una combinazione lineare è un'operazione principalmente usata nell'ambito dell'algebra lineare. Una combinazione lineare di alcuni elementi di uno spazio vettoriale è un'espressione del tipo:
{\displaystyle a_{1}v_{1}+\ldots +a_{n}v_{n}}
dove i {\displaystyle v_{i}} sono elementi dello spazio vettoriale e gli {\displaystyle a_{i}} sono scalari. Il risultato di questa combinazione è un nuovo elemento dello spazio. Questa nozione molto generale si applica in vari contesti: si possono scrivere ad esempio combinazioni lineari di vettori nel piano o nello spazio, di matrici, di polinomi o di funzioni.

## Definizioni

### Combinazione lineare
Sia {\displaystyle V} uno spazio vettoriale su un campo {\displaystyle K}. Siano {\displaystyle v_{1},\ldots ,v_{n}} vettori di {\displaystyle V}. Una combinazione lineare di questi è il vettore individuato dalla seguente scrittura:
{\displaystyle a_{1}v_{1}+a_{2}v_{2}+\ldots +a_{n}v_{n}}
dove {\displaystyle a_{1},\ldots ,a_{n}} sono scalari, cioè elementi di {\displaystyle K}. Gli scalari nella precedente espressione possono essere scelti arbitrariamente e sono detti coefficienti della combinazione lineare.

### Combinazione affine e convessa
Se il campo {\displaystyle K} è il campo {\displaystyle \mathbb {R} } dei numeri reali e i coefficienti sono tutti non-negativi, cioè:
{\displaystyle a_{i}\geq 0}
per ogni {\displaystyle i}, la combinazione è chiamata positiva.
Quando i coefficienti hanno come somma 1:
{\displaystyle a_{1}+a_{2}+\cdots +a_{n}=1}
la combinazione è detta affine. Una combinazione lineare sia positiva che affine è detta combinazione convessa. Entrambe queste nozioni sono utili in geometria affine, per definire le nozioni di coordinate affini e coordinate baricentriche.

## Proprietà

### Unicità della combinazione
In genere, cioè per una generica scelta dei vettori {\displaystyle v_{i}}, il vettore:
{\displaystyle v=a_{1}v_{1}+\ldots a_{n}v_{n}}
non determina univocamente la combinazione lineare, cioè la sequenza dei suoi coefficienti: lo stesso {\displaystyle v} può essere il risultato di combinazioni lineari differenti degli stessi vettori {\displaystyle v_{1},\ldots ,v_{n}}.
Se i vettori sono indipendenti, la combinazione lineare è però unica.

### Sottospazio generato
I vettori {\displaystyle v} che si ottengono come combinazioni lineari di {\displaystyle n} vettori fissati, al variare degli scalari {\displaystyle a_{1},\ldots ,a_{n}}, formano un sottospazio vettoriale di {\displaystyle V}, chiamato sottospazio generato. Si indica generalmente con:
{\displaystyle \mathrm {Span} (v_{1},\ldots ,v_{n}):=\{a_{1}v_{1}+\cdots +a_{n}v_{n}\ |\ a_{1},\ldots ,a_{n}\in K\}}

## Generalizzazioni
Le definizioni di combinazione lineare e span lineare possono essere generalizzate dagli spazi vettoriali ai moduli o agli anelli. Ad esempio, si può parlare di combinazione lineare {\displaystyle am+bn} di due numeri interi {\displaystyle m} e {\displaystyle n}, dove {\displaystyle a} e {\displaystyle b} sono coefficienti interi.